# مینامی‌مینووا، ناگانو
می‌نامی‌مینووا، ناگانو (به لاتین: Minamiminowa, Nagano) یک منطقهٔ مسکونی در ژاپن است که در Kamiina District واقع شده‌است. می‌نامی‌مینووا ۴۰٫۹۹ کیلومترمربع مساحت و ۱۵٬۲۲۴ نفر جمعیت دارد.